# Mäntysaari (ö i Södra Savolax, Nyslott, lat 62,16, long 29,31)
Mäntysaari är en ö i Finland. Den ligger i sjön Orivesi och i kommunen Nyslott i  landskapet Södra Savolax, i den sydöstra delen av landet, 300 km nordost om huvudstaden Helsingfors. Öns area är 16,6 hektar och dess största längd är 1,2 kilometer i sydöst-nordvästlig riktning.